# داني ويليامز (ملاكم)
داني ويليامز (بالإنجليزية: Danny Williams) ملاكم بريطاني مسلم ولد في بريكستون بلندن عام 1973.

## إنجازاته
- شارك في خمسين مباراة وفاز في 41، منها 31 بالضربة القاضية[2]
- شارك في بطولة العالم للملاكمة في الوزن الثقيل عام 2004 أمام مايك تايسون وتغلب عليه فانضم إلى قائمة كبار النجوم[2]
- فاز بلقب الكومنولث في الوزن الثقيل عام 2005 على مواطنه الأولومبي أدلي هاديسون[2]

## إسلامه
سمع الأذان عندما كان يزور تركيا وأعلن إسلامه فور عودته إلى لندن عام 1999 في مسجد مالوكو، تأثر بكتب الشيخ أحمد ديدات

## وصلات خارجية
- داني ويليامز على موقع بوكس ريك (الإنجليزية) (registration required)
- داني ويليامز على موقع اتحاد ألعاب الكومنولث (مؤرشف) (الإنجليزية)

- مباشر مع داني ويليامز.. قصتي مع الإسلام على يوتيوب، قناة الجزيرة مباشر، يوتيوب، 26 نوفمبر 2009